# Битка код Стафарде
Битка код Стафарде је била битка током Рата Велике алијансе, а одвијала се 18. августа 1690. између француске војске под командом Николе Катине и савезничке војске под командом војводе од Савоја.
Неутралност Савоја у Италији дуго је узнемиравала Француску. Војвода од Савоја је имао личних веза са царском породицома, а свадио се са Лувоазом, који је био арогантан према њему. Због свега тога војвода од Савоја је био наклоњенији савезницима. С друге стране своју територију је могао повећати једино у савезу са Француском.
Такво неодређено стање се одржавало једно време. Француска војска под вођством Николе Катине једно време се задржала на алпској граници крај Савоја. У лето 1690. Луј XIV је послао ултиматум тражећи од војводе од Савоја да се отворено определи за коју је страну у рату. Луј XIV је тражио приступ цитадели у Торину. Виктор Амадеус II од Сардиније се определио за савезнике. Добио је помоћ Шпанаца и Аустријанаца из Миланског војводства.
Француска војска је после тога напредовала кроз Пијемонт. Битка се одиграла крај значајне опатије од Стафарде. Војвода од Савоја је напао Французе, а да није сачекао долазак аустријских и шпанских савезника. Никола Катина је победио у тој бици, углавном због опреза и велике ефикасности француске војске. Ипак није после тога могао да заузме цели Пијемонт, јер је војвода од Савоја добио појачања. Катина се морао задовољити методичким освајањима неколико граничних области.